# Dimosia Epichirisi Ilektrismou
Dimosia Epichirisi Ilektrismou - DEI (en griego: Δημόσια Επιχείρηση Ηλεκτρισμού, ΔΕΗ; en inglés: Public Power Corporation S.A.) es la mayor empresa eléctrica en Grecia. Está controlada parcialmente por el gobierno.

## Historia
DEI fue fundada por el gobierno griego en 1950. Su principal propósito fue planificar y aplicar una política nacional de energía que, mediante la explotación de los recursos y la producción domésticos, distribuiría energía eléctrica barata a toda la población griega. DEI empezó la integración de todas las pequeñas redes eléctricas locales a la red nacional global. Además, la corporación resolvió en la compra de todas las privadas y pequeñas unidades de producción eléctrica locales.

## Economía
En 2001, las acciones de DEI dejaron de pertenecer enteramente al gobierno, aunque este todavía poseía una participación de control del 51,1% de la compañía.
En junio de 2011, el gobierno griego anunció la venda del 17% de sus acciones en DEI para cumplir con las condiciones de los acreedores. Los trabajadores de DEI respondieron con cortes de electricidad en diversas ciudades en toda Grecia.

## Plantas eléctricas
Las 34 mayores plantas térmicas e hidroeléctricas, y los 3 parques eólicos de la red nacional continental interconectada, así como 60 plantas eléctricas autónomas localizadas en Creta, Rodas y otras islas griegas (33 térmicas, 2 hidroeléctricas, 18 parques eólicos y 5 fotovoltaicos) forman los activos industriales de DEI y constituyen la base energética del país.
La capacidad total instalada de las 97 plantas eléctricas de DEI asciende en la actualidad a 12.760 MW con una generación neta de 53,9 TWh en 2007.

## Regiones mineras
DEI tiene zonas mineras en torno a las plantas eléctricas. Las plantas eléctricas producen electricidad de lignito y carbón. Las mayores zonas mineras están localizadas entre Kozani y Ptolemaida, en torno a Amyntaio en la prefectura de Florina, y en torno a Megalopolis.